# Jodia latericolor
Jodia latericolor là một loài bướm đêm trong họ Noctuidae.